# David Becker
David Becker (geboren 1954) ist ein deutscher Psychologe, Hochschullehrer und Experte der Psychotraumatologie. Zwischen 1982 und 1999 in Chile als Traumatherapeut tätig, berät er seit seiner Rückkehr humanitäre Hilfsorganisationen, die sich in Kriegs- und Krisengebieten engagieren.

## Werdegang

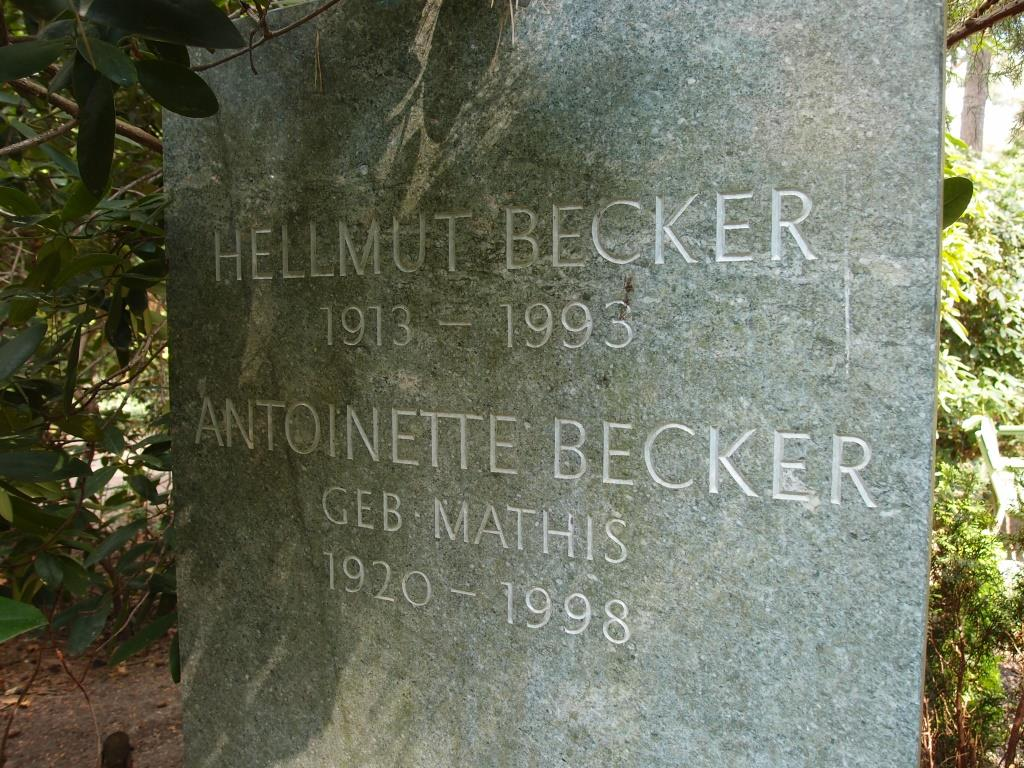
Grab der Eltern auf dem Waldfriedhof Dahlem in Berlin

David Becker ist Sohn der deutsch-französischen Kinderbuchautorin Antoinette Becker, geborene Mathis, und des Juristen und Bildungspolitikers Hellmut Becker. Die Eltern lernten sich im Elsass kennen, heirateten Ende 1944 und zogen nach Kressbronn am Bodensee, das nach Kriegsende Französische Besatzungszone wurde. Zu seinen fünf Geschwistern gehören der Jurist Nicolas, der Psychoanalytiker Stephan und die Sexualwissenschaftlerin Sophinette Becker. Seine Patentante war Inge Aicher-Scholl, deren Geschwister Hans und Sophie als Mitglieder der Weißen Rose von den Nationalsozialisten hingerichtet worden waren.
In seinem Buch Die Erfindung des Traumas gibt Becker eine Reihe persönlicher Informationen über seine Lebensgeschichte preis und zeigt auf, wie diese Erfahrungen mit seinem beruflichen Schaffen verwoben sind.

„Rückblickend stelle ich fest, dass Sieg und Niederlage, interkulturelle Begegnungen und  Konflikte sowie zentral die Frage vom Umgang mit der deutschen Vergangenheit und der Aufarbeitung millionenfacher Verbrechen schon sehr frühzeitig Teil meiner Identitätsentwicklung, meiner Phantasien und konkreten Erfahrungen gewesen sind. Auch wenn ich als Kind mit diesen Realitäten überfordert war, waren es die Themen meiner Familie, über die bei Tisch geredet wurden, und insofern war es die Normalität, in der ich aufgewachsen bin.“

Nach dem Abitur an der John-F.-Kennedy-Schule in Berlin 1973 begann Becker im selben Jahr ein Studium der Psychologie am damaligen Fachbereich 11 der Freien Universität Berlin (FUB), das er 1978 mit Diplom abschloss. Geprägt war dieser Studiengang durch die Kritische Psychologie von Klaus Holzkamp.
Nach seinem Examen arbeitete Becker zunächst für das Berliner Bezirksamt Reinickendorf mit „gefährdeten Jugendlichen“, bevor er 1982 für 17 Jahre nach Chile ging. Er promovierte 1989 an der FU Berlin und war bis 1999 zehn Jahre lang an der Diego Portales Universität in Santiago de Chile Professor für klinische Psychologie.
Mit seiner Habilitation im Jahr 2008 erhielt Becker von der Leibniz Universität Hannover die Lehrbefugnis. Bis 2014 lehrte er dort das Fach Sozialpsychologie. Seit 2014 ist er Professor für Sozialpsychologie und interkulturelle Praxis an der Sigmund Freud Privatuniversität Berlin und leitet dort den Bachelor-Studiengang Psychologie und den Weiterbildungs-Master-Studiengang Cultural Relations and Migration.
Becker beteiligt sich an der Ferienuni Kritische Psychologie und ist Direktor des Büros für psychosoziale Prozesse (OPSI) der Internationalen Akademie für Innovative Pädagogik, Psychologie und Ökonomie (INA) in Berlin.
Theoretisch ist Becker an sozialpsychologischen und psychoanalytischen Konzepten orientiert und der politischen Psychologie verbunden. Der Diagnose einer Posttraumatischen Belastungsstörung (PTBS) steht er kritisch gegenüber, was er u. a. auch in seinem Buch Ohne Hass keine Versöhnung begründete.

## Wirken
Über seine Schwester war Becker 1980 in persönlichen Kontakt mit Hans Keilson geraten, dessen Konzept der „sequentiellen Traumatisierung“ ihn ansprach und Einfluss auf sein berufliches Schaffen nahm.
Als seine damalige chilenische Freundin und spätere Ehefrau 1982 ihr deutsches Exil aufgab und in ihre Heimat zurückkehrte, ging er mit ihr. In Chile absolvierte er zunächst eine familientherapeutische Weiterbildung bei Dr. Altamirano von der Universidad de Chile, schloss sich verschiedenen chilenischen Instituten und Organisationen an, wurde Mitglied im lateinamerikanischen Institut für psychische Gesundheit und Menschenrechte (Instituto Latinoamericano de Salud Mental y Derechos Humanos) in Santiago und begann in Kooperation mit den dortigen Therapeuten seine traumatherapeutische Arbeit. Diese ließ er – wie zuvor auch die Arbeit beim Berliner Bezirksamt – psychoanalytisch supervidieren.
Mit den eigenen Grenzen seines beruflichen Handelns konfrontiert, kehrte Becker 1999 nach Deutschland zurück, gab die Patientenbehandlung als Schwerpunkt seiner Tätigkeit auf und fokussierte sein Engagement fortan auf Begleitung, Fortbildung und Beratung von psychosozialen Projekten. Dabei legt er besonderen Wert darauf, dass nicht nur den Opfern von Folter und ähnlichen Traumen geholfen wird, sondern die Therapeuten auch lernen, sich selbst zu schützen.
Die Beratungsaufträge führten Becker im Lauf der Jahre in zahlreiche Kriegs- und Krisengebiete. Dadurch kam er in Kontakt mit den jeweils sehr verschiedenen Bedingungen, die Hilfe nötig machen. Die Kenntnis dessen beeinflusst seine theoretischen Positionen, die er mit seinen Publikationen in deutscher, englischer und spanischer Sprache vorstellt und ggf. kompromisslos verteidigt. Darunter finden sich besonders zwei Werke, die sich ergänzen und aufeinander bezogen sind: Ohne Hass keine Versöhnung und Die Erfindung des Traumas. Während er sich im erstgenannten, 1992 erschienenen Buch mit dem Trauma der Verfolgten – so der Untertitel – befasst, setzt er sich im zweiten Buch und zugleich seiner Habilitationsschrift mit dem Traumabegriff auseinander. Roland Kaufhold sprach 1994 mit Becker über Leben und Arbeit in einer Diktatur und „Parteinahme als Spezifikum der therapeutischen Arbeit“. 2012 wurde das Interview in dem Online-Magazin HaGalil nachgedruckt. Über seine Auseinandersetzung mit dem Traumabegriff – 2006 herausgegeben und 2014 in Neuauflage erschienen – schrieben David Zimmermann eine weitgehend zustimmende Rezension – es solle „zur Standardlektüre für all jene werden, die in NGOs und politischen Gremien Entscheidungen auf den Weg bringen“ –, während Gerhard Wolfrum es an einigen kritischen Bemerkungen nicht fehlen ließ, weil er mit manch harscher Kritik Beckers an den Traumaforschern nicht einverstanden war.
Becker lehnt, wie u. a. Knut Rauchfuss berichtete, das Konzept eines „Post-Trauma-Stadiums“ ab und ist sich darin mindestens mit Keilson und seinen chilenischen Kolleginnen und Kollegen einig. Stattdessen spricht er von „kontinuierlichen sozialpolitischen Traumatisierungsprozessen“ oder nennt es „sozialpolitisch verursachte Traumatisierungen“. Becker, im Gegensatz zum Mainstream, versteht ein Trauma nicht als Zustand, sondern als Prozess: Gemeinhin würden Opfer politischer Systeme, Verfolgte, Kriegs- oder Terroropfer ebenso wie Opfer von Natur- und vielen anderen Katastrophen als „traumatisiert“ bezeichnet, ohne dass der „Bezug zwischen sozialpolitischen und intrapsychischen Prozessen“ in der mehr als 25-jährigen Begriffsgeschichte besser verstanden worden wäre. Zwar begrüßt Becker die zwischenzeitlich erfolgte Anerkennung auch psychischer Traumafolgen als schwerwiegend, stellt sich jedoch zugleich gegen eine „im Wesentlichen eng psychiatrisch, ausschließlich symptomorientiert argumentierende Traumaforschung“ sowie gegen „eine damit verknüpfte Behandlungspraxis, die ihren extrem reaktionären Charakter hinter einer angeblich apolitischen Haltung“ verberge.
Am Beispiel von David Rieff, der 2003 forderte, „zu einer scheinbar unpolitischen und neutralen humanitären Hilfe zurückzukehren“, widerspricht Becker vehement einer Hilfementalität, die auf neutrale Haltungen baut und verteidigt eine „nicht-neutrale, sich für Menschenrechte und deren Einhaltung interessierende humanitäre Hilfe“. Auch hält Becker es für erforderlich, „in unterschiedlichen kulturellen Kontexten eigene Modelle von Theorie und Praxis entstehen“ zu lassen und sie „in einem inter- und transkulturellen Kommunikationsprozess“ zu entwickeln. Seine politische Position kann er nicht verbergen, wenn er schreibt:

„Statt dass die Berücksichtigung von Traumatisierungen in Kriegs- und Krisengebieten zu einem wirklich neuen und integrierten Ansatz in der humanitären Hilfe und der Entwicklungszusammenarbeit geführt hätte, gibt es nur ein neues Teilgebiet, das oft mehr Verwirrung als Hilfe gebracht hat und den Betroffenen imperialistisch und kulturverleugnend übergestülpt wird.“

## Mitgliedschaften
- Kooperationspartner der Arbeitsgemeinschaft politische Psychologie,[10] einem Zusammenschluss von Sozialwissenschaftlerinnen und -wissenschaftlern verschiedener Hochschulen in Deutschland, Österreich und der Schweiz.

## Schriften (Auswahl)
- Die Psychotherapie bei Extremtraumatisierten innerhalb der Diktatur. Psychische und politische Realität. In: Psychoanalyse im Widerspruch. Band 2, Nr. 4, 1990, S. 42–69.
- Ohne Hass keine Versöhnung. Das Trauma der Verfolgten. Mit einem Vorwort von Paul Parin. In Zusammenarbeit mit medico international und der Stiftung Buntstift e. V., Föderation Grünnaher Landesstiftungen und Bildungswerke. Kore, Freiburg (Breisgau) 1992, ISBN 3-926023-27-9.
- Prüfstempel PTSD. Einwände gegen das herrschende Traumakonzept. In: Medico International (Hrsg.): Schnelle Eingreiftruppe ‚Seele‘. Frankfurt am Main 1997, S. 25–47.
- Das Elend mit den Flüchtlingen. Undankbare Opfer und ihre Helfer. Überlegungen zur psychologischen Diagnose und Therapie von Gefolterten. In: Schweizerische Ärztezeitung. Band 79, Nr. 4, 1998, S. 2040–2048.
- Trauma zwischen therapeutischem und politischem Diskurs. In: Bundesarbeitsgemeinschaft der Kinderschutzzentren e. V. (Hrsg.): Kinderschutzforum 2002. Trauma und Traumafolgen – ein Thema der Jugendhilfe. 4. Kinderschutzforum in Düsseldorf. Kinderschutz-Zentren, Köln 2003, S. 120–128.
- Dealing with the Consequences of Organised Violence in Trauma Work. In: Austin A., Fischer M., Ropers N. (Hrsg.): Transforming Ethnopolitical Conflict. VS Verlag für Sozialwissenschaften, Wiesbaden 2004, doi:10.1007/978-3-663-05642-3_19 (englisch): “War and persecution cause not only material harm but also produce extreme psychological suffering for those who must both live and survive under such circumstances.”
- Die Schwierigkeit, massives Leid angemessen zu beschreiben und zu verstehen. Traumakonzeptionen, gesellschaftlicher Prozess und die neue Ideologie des Opfertums. In: André Karger (Hrsg.): Trauma und Wissenschaft (= Psychoanalytische Blätter. Band 29). Vandenhoeck & Ruprecht, Göttingen 2009, ISBN 978-3-525-40140-8, S. 61–91.
- Extremes Leid und die Perspektive posttraumatischen Wachstums. Realitätsverleugnung, naives Wunschdenken oder doch ein Stück wissenschaftliche Erkenntnis? In: Zeitschrift für Psychotraumatologie, Psychotherapiewissenschaft, Psychologische Medizin. Band 7, Nr. 1, 2009, S. 21–34.
- Warten auf die Barbaren. Folter und postkolonialer Angstdiskurs. In: Reinhold Görling (Hrsg.): Die Verletzbarkeit des Menschen. Folter und die Politik der Affekte. Fink, Paderborn 2011, ISBN 978-3-7705-5145-3, S. 165–174.
- Täter und Opfer. Nachdenken über zwei schwierige Begriffe. In: André Karger (Hrsg.): Vergessen, vergelten, vergeben, versöhnen? Weiterleben mit dem Trauma (= Psychoanalytische Blätter. Band 30). Vandenhoeck & Ruprecht, Göttingen, Oakville, Conn. 2012, ISBN 978-3-525-46028-3, S. 82–96 (eingeschränkte Vorschau in der Google-Buchsuche).
- Die Erfindung des Traumas. Verflochtene Geschichten. Neuauflage der 2.  Auflage. Psychosozial-Verlag, Gießen 2014, ISBN 978-3-8379-2396-4 (Erstausgabe: Edition Freitag, Berlin  2006).